# 潘應斗
潘應斗（？—17世紀），字章辰，湖廣寶慶府武岡州人，明朝、南明政治人物。

## 生平
潘應斗在崇禎九年（1636年）中舉人，十六年（1643年）成進士，在北京等候授職。李自成破北京，他逃到南京，適逢弘光帝即位，因此哭著上陳時政，言詞激切，被馬士英、阮大鋮控制。獲授萬州知州，代理樂昌縣知縣。
清朝軍隊來到，潘應斗倚靠王啟祚、韋章玉居住。永曆帝繼位，遷潘應斗為雲南道御史，但未就任就改官驗封司郎中，調往文選司郎中，很快晉任太常寺卿。他見劉承胤敗壞朝政，無法對抗，於是告老歸鄉，和弟弟潘應星在威溪河泮安居，寫作唱和，文章類近歐陽修和王安石高潔而有章法。清朝三次徵用他，他也不出仕；晚年從事農務，穿戴破舊，雖然窮苦但安寧。

## 引用
1. 1 2  錢海岳《南明史·卷五十八·列傳第三十四》：潘應斗，字章辰，武岡人。崇禎十六年進士。候選北京。北京亡，徒乞至南京。會安宗立，痛哭陳時政，言甚激切，為馬士英、阮大鐵所扼。授萬州知州，攝樂昌知縣。清兵至，就王啟祚、韋章玉居。
2. ↑  同治《武岡州志·卷十·選舉表一》：莊烈帝崇禎九年 丙子（舉人） 潘應斗見進士
3. ↑  錢海岳《南明史·卷五十八·列傳第三十四》：昭宗即位，遷雲南道御史，未任，改驗封郎中，調文選，尋晉太常卿。見劉承胤亂政，度不能抗，乃告終養去。與弟應星誅茅威溪之麓，著述唱和。為古文詞類歐、王，高潔有法。清三徵不起。晚歲灌園自給，敝衣垢履，日荷鋤鍤耕作，雖饔飧不給，晏如也。